# Max von Rümelin
Max Friedrich Gustav von Rümelin, född 15 februari 1861 i Stuttgart, död 22 juli 1931 i Tübingen, var en tysk jurist. Han var son till Gustav von Rümelin och bror till Gustav Rümelin. 
Rümelin blev 1886 juris doktor i Tübingen och privatdocent i Bonn, 1889 extra ordinarie och 1893 ordinarie professor i Halle an der Saale, varifrån han 1895 flyttade till Tübingen som professor i civilrätt med mera. 
Bland hans skrifter kan nämnas Das Selbstcontrahiren des Stellvertreters (1888), Der Zufall im Recht (1896), Die Gründe der Schadenszurechnung (1896), Die Verwendung der Causalbegriffe in Straf- und Civilrecht (1900), Zur Lehre von den Schuldversprechen und Schuldanerkenntnissen (1906) samt åtskilliga uppsatser i det av honom jämte andra utgivna "Archiv für die civilistische Praxis", liksom en del akademiska festföredrag av civilrättsligt innehåll. År 1908 utnämndes han till kansler för sitt universitet.